# Skarpnäck (kerület)

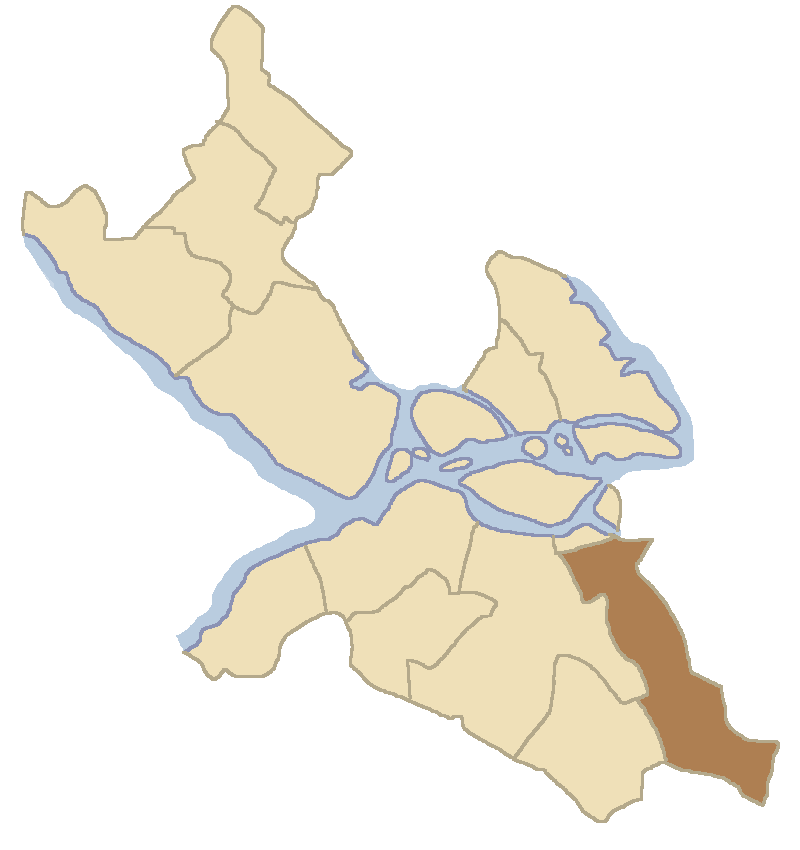
Skarpnäck elhelyezkedése Stockholmban

Skarpnäck Stockholm egyik déli kerülete. Az alábbi városrészek alkotják: Hammarbyhöjden, Björkhagen, Enskededalen, Kärrtorp, Bagarmossen, Skarpnäcks Gård,  Flaten,  Orhem és  Skrubba.
A kerület az 1920-as években alakult meg, mikor az Enskededalen és Pungpinan városrészek épültek. Az 1930-as években felépültek az első lakások Hammarbyhöjden-ben is. Barntikehus-t az 1940-es és 1950-es években építették. Skarpnäcks Gård az 1980-as években épült be.
1. ↑  https://start.stockholm/globalassets/start/om-stockholms-stad/utredningar-statistik-och-fakta/statistik/omradesfakta/soderort/skarpnack/skarpnack-stadsdelsomrade.pdf